# Diên Thọ, Cáp Nhĩ Tân
Diên Thọ (tiếng Trung: 延寿县, Hán Việt: Diên Thọ huyện) là một là một huyện thuộc địa cấp thị Cáp Nhĩ Tân, tỉnh Hắc Long Giang, Cộng hòa Nhân dân Trung Hoa. Huyện này có diện tích 3226 km2, dân số 270.000 người, mã số bưu chính 150700. Trụ sở chính quyền huyện này ở trấn Diên Thọ. Huyện Diên Thọ được chia ra thành 5 trấn (Diên Thọ, Gia Tín, Trung Hòa, Lục Đoàn, Diên Hà) và 4 hương (Ngọc Hà, Thọ Sơn, An Sơn, Thanh Xuyên).